# Přeškrtnutí

Příklad použití u písmene IPA označujícího znělou palatální plozivu

Přeškrtnutí (konkrétně např. šikmá čárka) je diakritické znaménko, kterým se vytváří nová modifikace původního znaku a nebo se upravuje znak tak, aby nebyl zaměnitelný s podobným znakem. Má podobu obvykle šikmé, ale i vodorovné čárky, kterou se písmeno škrtá (◌̵, ◌̶, ◌̷, ◌̸).

## Přeškrtnutá písmena

### Latinka
- Ⱥ ⱥ, Ƀ ƀ, Ȼ ȼ, Ð ð, Đ đ, Ɖ ɖ, Ɇ ɇ, Ǥ ǥ, Ħ ħ, Ɨ ɨ, Ɉ ɉ, ɟ, Ł ł, Ƚ ƚ, Ø ø, Ᵽ ᵽ, Ɍ ɍ, Ꟍ ꟍ, Ŧ ŧ, Ⱦ, Ʉ ʉ, ᵿ, Ɏ ɏ, Ƶ ƶ

### Cyrilice
- Ғ ғ, Ҝ ҝ, Ҟ ҟ, Ө ө, Ӫ ӫ, Ҏ ҏ, Ұ ұ, Ҹ ҹ, Ҍ ҍ,

### Číslice
- ƻ
- 7 – jeden z možných ručních zápisů číslice 7 (tedy nemá unicode variantu; více viz v článku o číslici 7)